# Kreuzqualle
Die Kreuzqualle (Catostylus mosaicus) ist eine Wurzelmundquallenart aus der Familie Catostylidae.

## Beschreibung

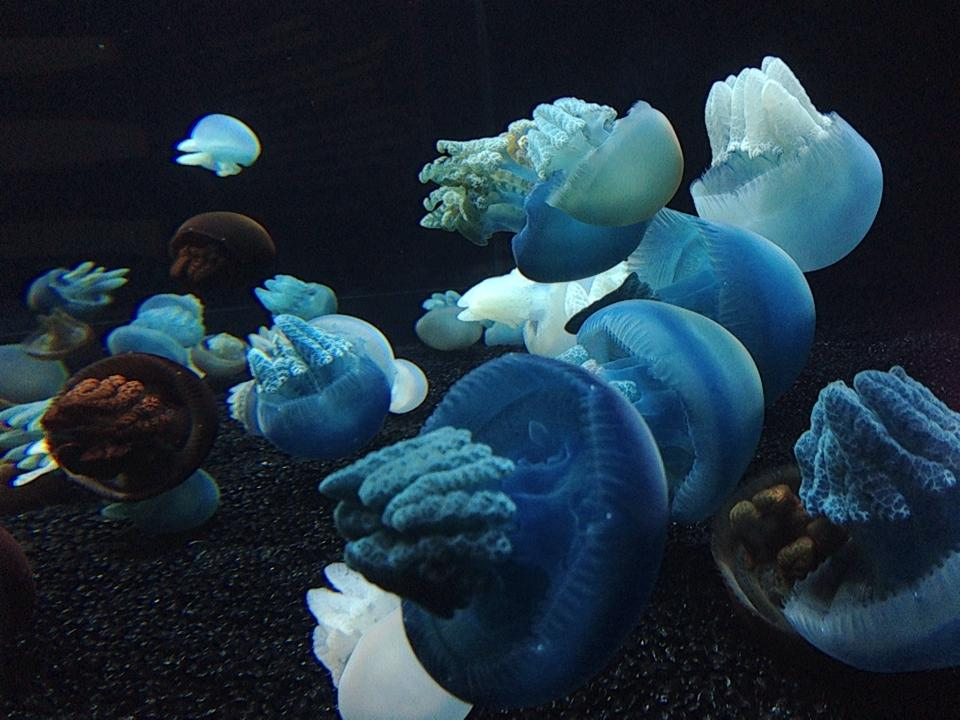
Verschiedenfarbige Kreuzquallen im Monterey Bay Aquarium

Die Kreuzqualle hat einen halbkugelförmigen, körnigen, lichtdurchlässigen und tentakellosen Schirm mit einer Breite von 25 bis 35 Zentimetern sowie acht wurzelstockähnliche Mundarme. Der Körper ist bis zu 35 Zentimeter lang und einfarbig. Meist ist er grauweiß oder leicht blaugrün, manchmal auch rötlich oder intensiv blau.

## Verbreitungsgebiet
Die Art ist in Küstengebieten bis 30 Meter Tiefe im Westen des Indischen Ozeans von Pakistan über die Philippinen bis Australien und Lord-Howe-Insel verbreitet und kommt häufig in Buchten, Flussmündungen und Häfen vor.

## Lebensweise

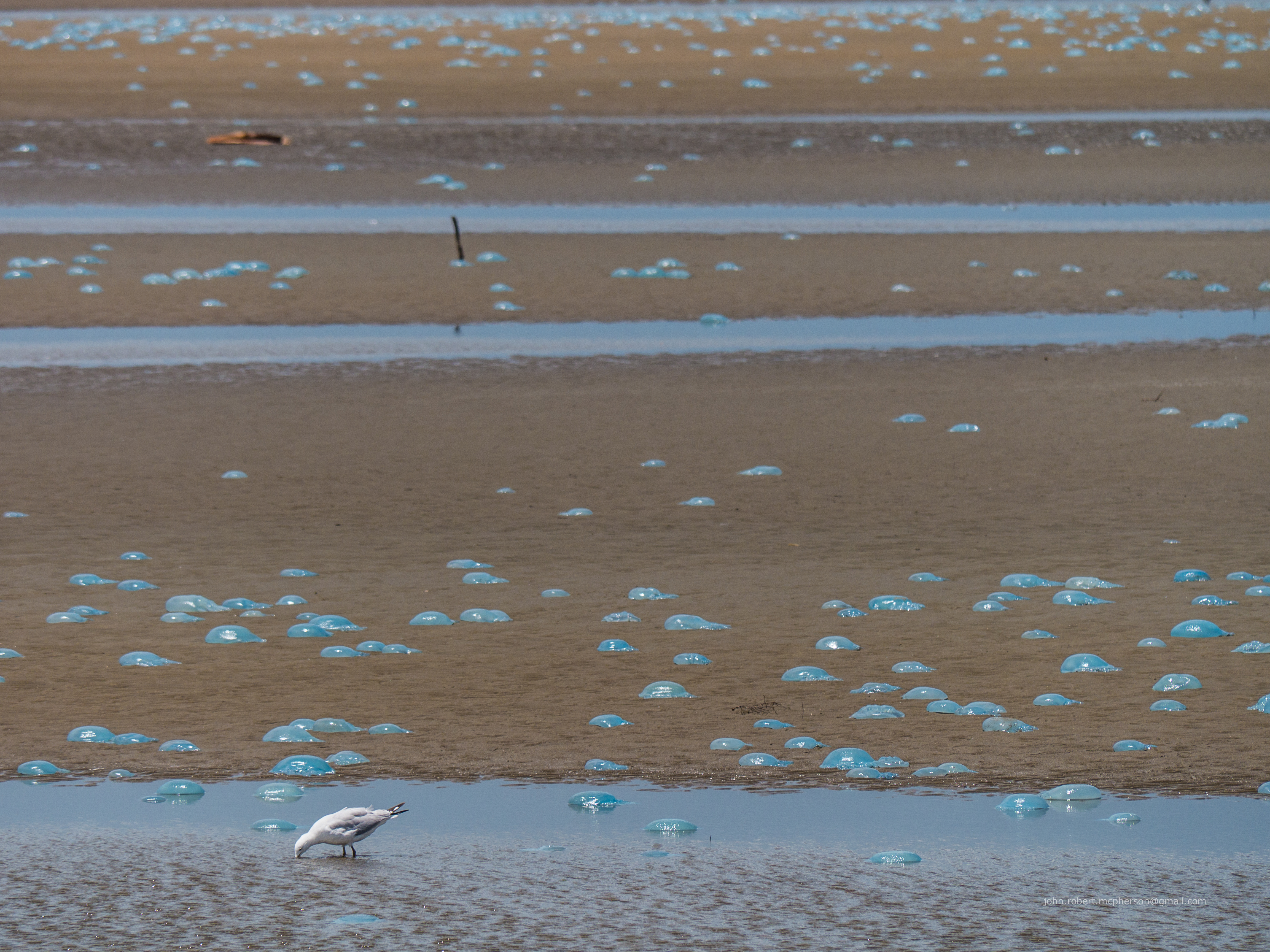
Gestrandete Kreuzquallen in der Bramble Bay in Queensland, Australien

Kreuzquallen fangen ihre Nahrung mithilfe von Nesselzellen (Nematocyten), die sich in ihren Mundarmen befinden. Anschließend geben sie diese an ihre zahlreichen Münder weiter. Auf den Mundarmen wurden über 40 verschiedene Arten von Plankton gefunden, die vermutlich ihre Nahrung bilden, darunter Protisten, Nesseltiere, Vielborster, Weichtiere, Krebstiere, Pfeilwürmer und Fischeier. Ein bei der Kreuzqualle vorkommender kommensaler Ektoparasit ist die Ruderfußkrebsart Paramacrochiron maximum, die sich ebenfalls auf den Mundarmen findet und in Mengen von bis über 5000 Individuen pro Qualle. Andere bei den Quallen vorkommende Symbionten umfassen Fische, Spinnen- und Schwimmkrabben, Garnelen, Phyllosoma-Larven und Flohkrebse.
Kreuzquallen können sich aktiv fortbewegen.
Sie werden bis zu 13 Monate alt. Am Ende ihres Larvenstadiums verwandeln sie sich mittels Strobilation asexuell in ein bis fünf winzige Medusenlarven. Die Geschlechtsreife erreichen sie nach ein bis drei Monaten, ab einem Durchmesser von etwa 13 Zentimetern. Die Quallen sind getrenntgeschlechtlich ohne Sexualdimorphismus, d. h. die Geschlechter unterscheiden sich zum Beispiel in ihrer Farbe oder Größe nicht äußerlich. Die Bildung der Eizellen bzw. Spermatogenese findet in der Gastrodermis statt.

## Kreuzqualle und Mensch
Die Nesselzellen der Kreuzqualle können beim Menschen Hautreizungen verursachen.
Kreuzquallen sind essbar. Besonders in südostasiatischen Ländern werden ungiftige Quallenarten, darunter die Kreuzqualle, traditionell frisch zubereitet oder getrocknet gegessen. In Australien werden sie jedoch noch kaum kommerziell gefangen. Darüber hinaus werden Quallen auch in der traditionellen Medizin einiger asiatischer Länder verwendet, ebenso bei den Aborigines.
In der Wissenschaft werden Kreuzquallen unter anderem als Kollagen-Lieferant und in der Krebsforschung untersucht.

## Taxonomie
Die Art wurde 1824 von den französischen Zoologen Jean René Constant Quoy und Joseph Paul Gaimard als Cephea mosaica wissenschaftlich erstbeschrieben. Typenfundort ist Port Jackson, der natürliche Hafen von Sydney in Australien. Heute als Catostylus mosaicus bezeichnet, ist die Kreuzqualle Typusart der Gattung Catostylus. Der Neotypus befindet sich im Australian Museum.